# Zjytkavitski rajon
Zjytkavitski rajon (ryska: Житковичский район, vitryska: Жыткавіцкі раён) är ett distrikt i Belarus.   Det ligger i voblasten Homels voblast, i den centrala delen av landet, 180 km söder om huvudstaden Minsk.